# Demolition Records
Pour les articles homonymes, voir Démolition.
Demolition Records est un label britannique.

## Histoire
Le label est fondé en 2000 par les frères Ged et Eric Cook. Il y avait également des bureaux de distribution à Francfort, Manhattan, et Tokyo.
En 2007, le label a ensuite fait l'objet de rumeurs concernant la signature de ZZ Top et Whitesnake, ce qui aurait considérablement augmenté leurs ventes, mais les rumeurs ont rapidement été rejetées.

## Groupes et artistes
- Hanoi Rocks
- Lauren Harris
- Glenn Hughes
- McQueen (en)
- Painmuseum
- Quiet Riot
- The Quireboys
- David Lee Roth
- Skyclad
- Spike
- Tigertailz
- Therapy?
- Twisted Sister
- Vixen
- W.A.S.P.
- Y&T